# Cordilura nigripila
Cordilura nigripila är en tvåvingeart som först beskrevs av Zetterstedt 1860.  Cordilura nigripila ingår i släktet Cordilura och familjen kolvflugor. Arten är reproducerande i Sverige. Inga underarter finns listade i Catalogue of Life.